# 1956 na rádio
Nesta página encontrará referências aos acontecimentos directamente relacionados com a rádio ocorridos durante o ano de 1956.

## Eventos
- 19 de julho - Fundação da Rádio Tropical Solimões Nova Iguaçu, estado do Rio de Janeiro (Brasil)

## Nascimentos
| Data        | Nome           | Profissão  | Nacionalidade | Observações | Ref |
| ----------- | -------------- | ---------- | ------------- | ----------- | --- |
| 3 de agosto | Ana Sousa Dias | jornalista | Portugal      |             |     |

## Mortes
| Data        | Nome       | Profissão  | Nacionalidade  | Observações | Ref |
| ----------- | ---------- | ---------- | -------------- | ----------- | --- |
| 17 de março | Fred Allen | comediante | Estados Unidos | n. 1894     |     |